# Giorgio Ardisson
Giorgio Ardisson (korabeli művésznevén George Ardisson) (Rocca Canavese, 1931. december 31. – Róma, 2014. december 11.) olasz színész, korának egyik figyelemre méltó színésze volt.

## Élete és pályafutása
Ardisson Piemontban, Torinóhoz közel született. Egy-egy forrás szerint Torino a szülővárosa, valójában azonban egy környékbeli városban látta meg a napvilágot. Első filmje Mauro Bologninivel készült, az Arrangiatevi! egy olasz komédia, amelyben mellékszereplő volt.
Az 1960-as évektől néhány ügynökfilmben tűnt fel, mint Sergio Sollima Agente 3S3-ban, 1963-ban. Ekkor, mint az olasz James Bond-ot kezdték Ardissont emlegetni. Fess és sármos megjelenésén túl nem volt híján a színészi képességeknek, bár azok a filmek, amelyekben ez idő tájt szerepelt, nem voltak mind kiemelkedő alkotások.
Főszereplője volt ún. saru és kard mitológiai filmeknek, aztán az 1960-as évek közepétől spagettiwesterneknek, több bűnügyi filmnek és néhány horrorfilmnek is. Még Zorrót is játszotta két filmben. Az évtized végén erotikus tartalmú erőszakfilmekben is megfordult, majd az 1970-es évektől szexkomédiákban is, valamint a mozikban igen gyengén szereplő akciófilmekben, illetőleg thrillerekben.
A változatos fogadtatású filmek nem okoztak törést Ardisson karrierjében, mivel egy rosszul sikerült filmalkotás ellenére is Ardisson mindig megbízható, karakteres és aktív színész maradt. Utoljára 1992-ben volt látható filmben, majd nyugdíjba vonult. Rómában érte a halál, hosszantartó betegség után.

## Fontosabb filmjei
- Zorro a spanyol királyi udvarban (Zorro alla corte di Spagna), 1962
- Mészárlás a Grand Canyonnál (Massacro al Grande Canyon), 1964
- Agente 3S3, 1965
- Herkules és Trója hercegnője (Hercules and the Princess of Troy), 1965
- Júlia és a szellemek (Giulietta degli spiriti), 1965
- Agente 3S3 II, 1966
- Kérd az Isten bocsánatát, mert én nem (Chiedi perdono a Dio... non a me), 1968
- A fekete Zorro (El Zorro), 1968
- Django Sartana ellen (Django sfida Sartana), 1970
- Kegyetlen kobrák (L'uomo più velenoso del cobra), 1971
- Nem lesz olajháború (La guerre du pétrole n'aura pas lieu), 1975